# Baschi
Baschi es una comune italiana situada en la provincia de Terni, en Umbría. Tiene una población estimada, a fines de mayo de 2022, de 2583 habitantes.

## Evolución demográfica
| Gráfica de evolución demográfica de Baschi entre 1861 y 2022 |
|                                                              |
| Fuente: ISTAT - Elaboración gráfica de Wikipedia             |